# ووکنگتسا
ووکنگتسا (به لاتین: Łoknica) یک روستا در لهستان است که در گمینا بیلسک پودلاسکی واقع شده‌است.